# Llinda de porta de cal Tabola
Llinda de porta de cal Tabola és una obra barroca de Copons (Anoia) inclosa a l'Inventari del Patrimoni Arquitectònic de Catalunya.

## Descripció
Cara esquemàtica en mig relleu i part del es ornamentacions vegetals en alt relleu. treballada en pedra i destacant per sobre de la resta de la façana de la casa.

## Història
Es pot datar entre els segles XVII i XVIII.